# روبرتو ترايسيلا
روبرتو ترايسيلا (بالإيطالية: Roberto Tricella)‏ (من مواليد 18 مارس 1959): لاعب كرة قدم إيطالي سابق كان يلعب في خط الدفاع.
ولد ترايسيلا في سيرنوسكو سول نافيليو قرب ميلانو. وخلال مشواره مع الأندية لعب لإنتر ميلان (1977-1979)، هيلاس فيرونا (1979-1987) ويوفنتوس (1987-1990)، ونادي بولونيا (1990-1992).
فاز مع إنتر ميلان بالدوري الإيطالي الدرجة الأولى لأول مرة، وفاز معهم بكأس إيطاليا للموسم (1977-1978) أيضا.
لعب ضمن تشكيلة المنتخب الإيطالي في كأس العالم لكرة القدم 1986.

## مسيرته الكروية
لعب روبرتو ترايسيلا خلال مسيرته الاحترافية مع 4 أندية في أربعة عشر موسمًا وسجل خلالها 5 أهداف ضمن 363 مباراة. حيث فاز في موسمين بالكأس وفي موسم واحد بالدوري.
خاض روبرتو ترايسيلا مسيرته مع نادي إنتر ميلان في موسم 1977–78 ولمدة موسمين، مشاركًا في 5 مباريات ولم يسجل أي هدف. ثم انتقل إلى نادي هيلاس فيرونا في موسم 1979–80 ليلعب معه ثمانية مواسم، حيث شارك في 255 مباراة سجل خلالها 3 أهداف. لينتقل بعدها إلى نادي يوفنتوس في موسم 1987–88 واستمر معه طيلة ثلاثة مواسم، مشاركًا في 80 مباراة سجل خلالها هدفين. ثم انتقل إلى نادي بولونيا في موسم 1990–91 لمدة موسم واحد، مشاركًا في 23 مباراة ولم يسجل أي هدف.

## روابط خارجية
- روبرتو ترايسيلا على موقع الاتحاد الدولي (مؤرشف)  (الإنجليزية)
- روبرتو ترايسيلا على موقع قاعدة بيانات كرة القدم.إي يو (الإنجليزية)
- روبرتو ترايسيلا على موقع ناشيونال فوتبول تيمز (الإنجليزية)
- روبرتو ترايسيلا على موقع عالم كرة القدم.نت (الإنجليزية)
- روبرتو ترايسيلا على موقع أوليمبيديا (الإنجليزية)